# Sumbawa (langue)
Pour les articles homonymes, voir Sumbawa (homonymie).
Le sumbawa est une langue austronésienne parlée en Indonésie, dans l'île  du même nom. La langue appartient à la branche malayo-polynésienne des langues austronésiennes.

## Répartition géographique
Le sumbawa est parlé dans l'ouest de l'île. Dans le reste de l'île, une autre langue, le bima, non directement apparentée, est utilisée.

## Classification
Le sumbawa est classé par Adelaar dans les langues malayo-sumbawiennes, un des groupes du malayo-polynésien occidental. Ce groupe comprend aussi, entre autres, le balinais, le soundanais, le sasak, les langues chamiques et les langues malaïques. 

## Sources
- (en) Adelaar, Alexander, The Austronesian Languages of Asia and Madagascar: A Historical Perspective, The Austronesian Languages of Asia and Madagascar, pp. 1-42, Routledge Language Family Series, Londres, Routledge, 2005.  (ISBN 0-7007-1286-0)